# Kleeer
Kleeer foi uma banda americana, originária da cidade de Nova Iorque, com repertório funk, disco e pós-disco, formada em 1972 sob o nome de The Jam Band, como banda de apoio de vários grupos e cantores da era disco.

## Membros
- Woodrow "Woody" Cunningham (vocalista e baterista)
- Paul Crutchfield (percussionista e tecladista)
- Richard Lee (guitarrista)
- Norman Durham (baixista)

## Discografia

### Álbuns de estúdio
| Ano  | Título              | US  | US R&B | UK |
| ---- | ------------------- | --- | ------ | -- |
| 1979 | I Love to Dance     | -   | 53     | -  |
| 1979 | Winners             | 140 | 24     | -  |
| 1981 | License to Dream    | 81  | 13     | -  |
| 1982 | Get Ready           | -   | -      | -  |
| 1982 | Taste the Music     | 139 | 31     | -  |
| 1984 | Intimate Connection | -   | 49     | -  |
| 1985 | Seeekret            | -   | -      | 96 |

### Singles nas paradas
| Ano  | Título                            | US  | US R&B | US Dance | UK | Álbum               |
| ---- | --------------------------------- | --- | ------ | -------- | -- | ------------------- |
| 1979 | "Tonight's the Night (Good Time)" | —   | 33     | —        | —  | I Love to Dance     |
| 1979 | "Keeep Your Body Workin'"         | 101 | 60     | 54       | 51 | I Love to Dance     |
| 1980 | "Winners"                         | —   | 23     | 37       | —  | Winners             |
| 1980 | "Open Your Mind"                  | —   | 86     | —        | —  | Winners             |
| 1981 | "Running Back to You"             | —   | 69     | —        | —  | License to Dream    |
| 1981 | "Get Tough"                       | —   | 15     | 5        | 49 | License to Dream    |
| 1981 | "License to Dream"                | —   | —      | 5        | —  | License to Dream    |
| 1981 | "De Kleeer Ting"                  | —   | —      | 5        | —  | License to Dream    |
| 1982 | "Taste the Music"                 | —   | 55     | 31       | —  | Taste the Music     |
| 1982 | "De Ting Continues"               | —   | 74     | —        | —  | Taste the Music     |
| 1983 | "She Said She Loves Me"           | —   | 84     | —        | —  | Get Ready           |
| 1984 | "Initimate Connection"            | —   | 48     | —        | —  | Intimate Connection |
| 1984 | "Next Time It's for Real"         | —   | 79     | —        | —  | Intimate Connection |
| 1985 | "Take Your Heart Away"            | —   | 62     | —        | 86 | Seeekret            |